# 6129 Демокріт
6129 Демокріт (6129 Demokritos) — астероїд головного поясу, відкритий 4 вересня 1989 року.
Тіссеранів параметр щодо Юпітера — 3,297.